# 아민 아들리
아민 아들리(아랍어: أمين عدلي, 2000년 5월 10일 ~ )는 모로코의 축구 선수이다. 그의 포지션은 윙어로, 현재 독일 분데스리가의 바이어 레버쿠젠에서 활약하고 있다.

## 클럽 경력

### 툴루즈
2018년 10월 30일, 아들리는 툴루즈와 첫 프로 계약을 체결했다. 2019년 12월 18일, 그는 4-1로 패한 리옹과의 쿠프 드 라 리그 경기에서 프로 데뷔전을 치렀다.

### 바이어 레버쿠젠
2021년 8월 26일, 아들리는 독일의 바이어 레버쿠젠과 5년 계약을 맺고 이적했다. 2021년 9월 30일, 그는 4-0으로 이긴 셀틱과의 유로파리그 조별 리그 원정 경기에서 90분에 쐐기골을 넣으며 바이어 레버쿠젠 소속으로 데뷔골을 기록했다. 2021년 11월 20일, 그는 1-0으로 이긴 VfL 보훔과의 경기에서 3분 만에 결승골을 넣으며 분데스리가 첫 골을 기록했다. 2023년 3월 18일, 그는 페널티 에어리어에서 시뮬레이션 액션으로 두 번의 경고를 받았지만, 두 번 다 VAR을 거쳐 심판에 의해 뒤집혔다. 아들리가 얻어낸 두 번의 페널티킥 기회를 에세키엘 팔라시오스가 모두 성공시켜 2-1로 분데스리가 디펜딩 챔피언 바이에른 뮌헨을 이기는데 큰 기여를 했다.

## 국가대표팀 경력
프랑스에서 태어난 아민 아들리는 프랑스와 모로코 국적을 가지고 있다. 그는 프랑스 청소년 국가대표로 활약하고 있었지만, 대신에 성인 대표팀은 모로코를 대표하기로 결정했다.
2023년 8월, 아민 아들리는 라이베리아와 부르키나파소와의 경기를 앞두고 처음으로 모로코 축구 국가대표팀에 소집되었다.
2023년 10월 17일, 아들리는 3-0으로 이긴 라이베리아와의 경기에서 쐐기골을 넣으며 국가대표팀 데뷔골을 기록했다.